# Marcia Barbosa Mansor d'Alessio
Marcia Barbosa Mansor d'Alessio (São Paulo, 1947 - São Paulo,14 de agosto de 2020) foi uma historiadora doutora, professora associada e livre-docente brasileira na Universidade Federal de São Paulo (Unifesp). Filha de José Arão Mansor e Adelina Barbosa Mansor, Marcia d'Alessio viveu nos seus últimos anos de vida no bairro de Higienópolis, centro de São Paulo. Ela é considerada uma referência nos estudos sobre teoria da história e historiografia no Brasil, sendo membro da Sociedade Brasileira de Teoria e História da Historiografia (SBTHH).
Marcia d'Alessio atuou em mais de 35 anos na docência de ensino superior, orientando 31 trabalhos de mestrado e 8 de doutorado.

## Formação
Cursou bacharelado em História na Pontifícia Universidade Católica de São Paulo (PUC-SP).
Em 1980, Marcia d' Alessio defendeu sua tese de doutorado em História do Trabalho Contemporâneo intitulada "A problemática nacional e o populismo no Brasil de Getúlio Vargas" (do francês: Problématique nationale et populisme dans le Brésil de Getúlio Vargas) sob orientação de Pierre Vilar na Universidade de Paris I - Sorbonne (como bolsista do governo francês). Este trabalho tornou-se um marco na historiografia brasileira, sendo um tema continuamente estudado.
Em 2014, retomou à França para estudar, agora na Escola de Estudos Avançados em Ciências Sociais, trabalhando também como pesquisadora em estágio de pós-doutorado com a supervisão de François Hartog, como bolsista da Fundação de Amparo à Pesquisa do Estado de São Paulo (FAPESP).

## Atuação profissional
Ao longo de sua carreira acadêmica, Marcia d' Alessio atuou em diversas instituições como professora universitária. Iniciou sua carreira na Universidade Metodista de Piracicaba (UNIMEP), onde, no período de 1982 a 1988, atuou como professora e coordenadora do Mestrado em Ciências Sociais. Posteriormente, ingressou na Pontifícia Universidade Católica de São Paulo (PUC-SP), sua alma mater, onde lecionou em dois períodos, de 1987 a 1994, e de 1999 a 2009, totalizando 17 anos de contribuição. Ela também atuou na Universidade Estadual Paulista (Unesp).
Nas décadas de 1980 e 1990, desempenhou um papel significativo na Associação Nacional de História, juntamente com Sylvia Basseto e Ana Maria Camargo, ocupando diversos cargos, incluindo a direção da regional paulista da Associação Nacional de História (ANPUH), no período de 2006 a 2008. Nesse mesmo período, coordenou o Programa de História do Doutorado Interinstitucional (DINTER), numa parceria entre a PUC-SP e a Universidade Federal do Pará (UFPA).
Em 2009, entrou no departamento de História da Escola de Filosofia, Letras e, Ciências Humanas (EFLCH) da Universidade Federal de São Paulo (Unifesp), no qual criou a área de Teoria de História e a Pós-Graduação em História da Unifesp. Em 2011, tornou-se docente (professora adjunta) neste departamento, após aprovação em concurso público de Livre-Docência (teste que confirma a qualidade superior na docência e na pesquisa).
Em 2017, tornou-se membro do Conselho de Banca da Escola de Filosofia, Letras e Ciências Humanas da Unifesp.
Em 15 de agosto de 2020, Marcia d' Alessio faleceu devido a um câncer.
Fez pesquisas e reflexões sobre a teoria da história e o trabalho do historiador, baseadas nas contribuições de historiadores como Caio Prado Júnior e Pierre Vilar (o qual considerava seu mestre). Também foi autora e/ou coautora das publicações “Reflexões sobre o saber histórico” (1998); “Nazismo: Política, cultura e holocausto” (2004); “Espaços da negociação e do confronto na política” (2007); "História vivida, história pensada" (2012); e de uma análise dos "Estudos de teoria da história e historiografia, volume I" (2011), de Francisco José Calazans Falcon.

## Homenagem
Após seu falecimento, a sua biblioteca pessoal foi doada por familiares ao Centro de Memória e Pesquisa Histórica (CMPH) do Departamento de História da Unifesp, campus Guarulhos, formando a Biblioteca Márcia D'Alessio.

## Ligação externa
- Erro: Não foi especificado o parâmetro id] no YouTube